# Palisota waibelii
Palisota waibelii är en himmelsblomsväxtart som beskrevs av Gottfried Wilhelm Johannes Mildbraed. Palisota waibelii ingår i släktet Palisota och familjen himmelsblomsväxter.
Artens utbredningsområde är Kamerun. Inga underarter finns listade.